# Sambô
Sambô é um grupo musical brasileiro formado em Ribeirão Preto em 2003. A banda mistura o samba com diversos outros estilos musicais, como o rock e o pop, criaram um estilo próprio a que deram o nome de "rock-samba". Além disso, a banda se tornou conhecida inicialmente por interpretar versões covers de artistas nacionais e internacionais com instrumentos típicos de uma roda de samba.
Originalmente a banda foi composta por Zé da Paz (pandeiro), Ricardo Gama (teclado e vocal de apoio), Sudu Lisi (bateria), Sávio Penha (cavaquinho), Bruno Rosse (tan-tan) e Max Leandro (rebolo). Em 2005 entra o vocalista Sandami e Bruno Rosse deixa o grupo. Em 2006 entra oficialmente o Julio Fejuca (cavaco e banjo), que já participava de gravações do grupo. Em 2012 sai Max Leandro. Em 2013, Ricardo Gama deixa os palcos mas continua da direção musical e gestão da banda até os dias de hoje. Em 2015 Sandami deixou a banda e foi substituído por Hugo Rafael como vocalista.Em 2017 sai Sudu Lisi para a entrada de Jacques Monastier (bateria).

## Carreira
A banda já se apresentou ao lado de músicos consagrados, como Seu Jorge, Jair Rodrigues, Luciana Mello, Wilson Simoninha e Sidney Magal. Atualmente, o grupo tem se apresentado em festivais de samba, ao lado de artistas como Thiaguinho, Péricles e o grupo Sorriso Maroto. Em 2009 o grupo produziu um CD e DVD homônimos pela gravadora Radar Records. Fizeram uma participação especial, aparecendo por três dias consecutivos na semana de 17 a 21 de outubro de 2011, na novela juvenil Malhação da Rede Globo, além de tocarem em uma das festas do programa Big Brother Brasil 12, da mesma emissora. Em 27 de novembro de 2012 o grupo lançou o CD e DVD Estação Sambô - Ao Vivo pela gravadora Som Livre. Notabilizaram-se ao terem sua versão de "Toda Forma de Amor" de Lulu Santos como tema de abertura da novela "Sangue Bom", da Rede Globo, exibida de abril a novembro de 2013 no horário das 19h.
Em 2015 o vocalista Sandami deixa os vocais e em seu lugar entra Hugo Rafael, ex-participante do quadro Jovens Talentos do Programa Raul Gil. Em 2016, o grupo gravou com Wilson Simoninha canções de Jorge Ben Jor e Tim Maia. Em 2021, pela gravadora Onda Musical, a banda lançou o single Samba a Dois, canção da extinta banda Los Hermanos composta por Marcelo Camelo.

## Integrantes

### Atuais
- Hugo Rafael: voz e guitarra (2015–presente)
- Júlio Fejuca: voz e cavaquinho
- Ricardo Gama: teclado e vocal
- Zé da Paz: voz e pandeiro
- Jacques Monastier: bateria
- Digão di Souza - voz e banjo

### Ex-integrantes
- Sandami: Vocalista e pandeiro (2006–15)
- Max de Leandro: surdo e rebolo (2006–12)
- Sávio Penha: cavaquinho (2006–09)
- Sudu Lisi: bateria (2006–2017)

## Discografia

### Álbuns de estúdio
| Álbum                   | Detalhes                                                                                     | Vendas     |
| ----------------------- | -------------------------------------------------------------------------------------------- | ---------- |
| Sambô                   | - Lançamento: 1 de outubro de 2010 - Formatos: CD, download digital - Gravadora: Radar       | - : 35.000 |
| Em Estúdio e Em Cores   | - Lançamento: 29 de setembro de 2014 - Formatos: CD, download digital - Gravadora: Som Livre | - : 60.000 |
| Pediu pra Sambar, Sambô | - Lançamento: 27 de novembro de 2015 - Formatos: CD, download digital - Gravadora: Som Livre | - : 30.000 |

### Álbuns ao vivo
| Álbum                             | Detalhes                                                                                     | Vendas      |
| --------------------------------- | -------------------------------------------------------------------------------------------- | ----------- |
| Estação Sambô - Ao Vivo           | - Lançamento: 27 de novembro de 2012 - Formatos: CD, download digital - Gravadora: Som Livre | - : 500.000 |
| Pediu pra Sambar, Sambô - Ao Vivo | - Lançamento: 2 de setembro de 2016 - Formatos: CD, download digital - Gravadora: Som Livre  | - : 10.000  |

### Coletâneas
| Álbum          | Detalhes                                                                                    |
| -------------- | ------------------------------------------------------------------------------------------- |
| Made in Brazil | - Lançamento: 26 de janeiro de 2015 - Formatos: CD, download digital - Gravadora: Som Livre |